# Tina Weymouth
Martina Michèle "Tina" Weymouth, född 22 november 1950 i Coronado, Kalifornien, är en amerikansk musiker, främst känd som basist i New Wave-gruppen Talking Heads och sidoprojektet Tom Tom Club, som hon grundade med maken och Talking Heads-trummisen Chris Frantz.